# Heliconius rubescens
Heliconius rubescens är en fjärilsart som beskrevs av Hans Ferdinand Emil Julius Stichel 1906. Heliconius rubescens ingår i släktet Heliconius och familjen praktfjärilar. Inga underarter finns listade i Catalogue of Life.